# لورنس د پلوس
لورنس د پلوس (انگلیسی: Laurens De Plus؛ زادهٔ ۴ سپتامبر ۱۹۹۵) دوچرخه‌سوار اهل بلژیک است.
از باشگاه‌هایی که در آن بازی کرده‌است می‌توان به تیم کوئیک‌استپ فلورز اشاره کرد.